# East Is East (film 1916)
East Is East è un film del 1916, diretto da Henry Edwards.

## Trama
Victoria Vickers abita con gli zii in un modesto alloggio di Poplar, nell'East End di Londra, quartiere tradizionalmente popolare. Lei e Bert Grummett sono amici fin dall'infanzia - e da allora condividono una vita ai limiti della povertà - e Bert vorrebbe, ad un certo punto, farne sua moglie, dopo aver realizzato il proprio sogno di aprire un negozio di fish and chips.
Ma Victoria non è dell'idea.
Lo studio legale Dawson & Associati di Londra riceve un mandato di un lontano parente americano di Victoria, che la designa come sua unica erede di un patrimonio straordinario. Ma il testatore non aveva visto l'erede se non quando ella era nella sua prima infanzia, e non aveva idea di dove esattamente risiedesse attualmente nella capitale britannica: se non si fosse riusciti, quindi, a trovare la ragazza entro un determinato lasso di tempo, la somma sarebbe stata devoluta ad istituzioni caritative.
Le condizioni dell'anagrafe, al tempo, decisamente non erano ottimali, e, anche con l'aiuto di Scotland Yard non si riesce a rintracciare Victoria, tanto più che la ragazza si era temporaneamente spostata, con gli zii e Bert, in cerca di lavoro, nel Kent, dove si era impiegata come bracciante agricola addetta alla raccolta del luppolo. Nel "giardino d'Inghilterra" Bert aveva ribadito le proprie profferte amorose a Victoria, indicandole un grazioso cottage (dal pollaio annesso al quale egli aveva tentato di rubare una gallina) e dicendole che in futuro quella sarebbe stata la loro casa.
Ma Victoria non era dell'idea.
È quindi per caso, poco prima della scadenza dei termini, che l'avvocato Dawson, in vacanza proprio nel Kent, si imbatte in Victoria e le comunica dell'eredità. Tornati a Londra, si scopre una clausola nel testamento: Victoria avrebbe dovuto essere affidata a un tutore - che avrebbe dovuto insegnarle le maniere che le sarebbero state consone in quanto futura persona estremamente facoltosa - per tre anni, solo al termine dei quali avrebbe ricevuto l'intera somma, mentre nel frattempo avrebbe usufruito solo di rimesse minori (per quanto decisamente consistenti).
Il tutore è individuato nell'altolocata signora Carrington, che vive col figlio, il dissoluto Arthur, e la servitù, in una magione del nobile West End londinese. Victoria provvede, con i primi emolumenti che le vengono devoluti, a sistemare gli zii presso parenti australiani, e a dotare Bert di un piccolo capitale, col quale egli riesce a fondare un business estremamente redditizio nel campo della ristorazione.
I tre anni giungono quasi alla scadenza. Victoria - di ritorno dal continente dove la signora Carrington l'aveva mandata perché perfezionasse le sue buone maniere - e Bert si reincontrano. Quest'ultimo, ormai piuttosto ricco, rendendosi conto del divario socio-culturale che ormai si è creato con la sua amica d'infanzia, assume dei precettori, cerca di istruirsi e di affinarsi per poter essere al suo livello, ed infine vende la sua impresa – ritenendo il commercio non adeguato ad una persona per bene - e si ritira nel cottage del Kent, che ora ha acquistato.
Victoria, dal canto suo, è profondamente scontenta della propria vita: l'eventuale acquisizione di "buone maniere" non è riuscita a ripagare i sentimenti che ha lasciato quando era una povera squattrinata nell'East end. Si sente solitaria all'interno di un mondo di apparenze. La goccia che fa traboccare il vaso è il fatto che Arthur l'abbia chiesta in sposa: ella, inizialmente lusingata, non tarda a capire che il giovane altolocato, ormai rovinato dai debiti, l'ha scelta solo per salvarsi dalla bancarotta. Victoria è nauseata, e, a pochi mesi dallo scadere dei tre anni, rinuncia all'eredità.
Bert nota una figura femminile aggirarsi intorno al pollaio del proprio cottage (ora curiosamente circondato da filo spinato): è Victoria, che, dopo averlo cercato invano, sulle ali della nostalgia era tornata nel Kent, ricordando le attenzioni cui Bert l'aveva sempre fatta oggetto.
Ora Victoria sarebbe stata anche dell'idea.
Una domestica di Bert invita Victoria nel cottage per un tè con la "padrona di casa". Victoria, riluttante, accetta. All'interno reincontra Bert, e scopre che la padrona di casa, volendo, sarebbe stata lei.

## Accoglienza
Byrony Dixon, del British Film Institute, scrive: "Edwards sembra aver avuto una comprensione istintiva o innata dello spazio cinematografico, sia come attore che come regista, e nonostante l'impedimento – comune a quei tempi – costituito da cineprese e set fissi, è in grado di far uso di se stesso e degli altri attori in modo da evocare lo spazio al di là della quarta parete così da creare l'illusione di un mondo sufficientemente convincente".